# EX-206
La carretera EX-206 es de titularidad de la Junta de Extremadura. Su categoría es intercomarcal. Su denominación oficial es   EX-206 , de Cáceres a Villanueva de la Serena.

## Historia de la carretera
Es la antigua C-520, que fue renombrada en el cambio del catálogo de Carreteras de la Junta de Extremadura en el año 1997.

## Inicio
Su origen está en Cáceres en la plaza de América. (39°28′06″N 6°22′45″O / 39.468422, -6.379253)

## Final
Su final está en la intersección con la   EX-347  en Villanueva de la Serena. (38°57′59″N 5°47′56″O / 38.966506, -5.798994)